# Élections régionales de 2015 en Bretagne
Pour un article plus général, voir Élections régionales françaises de 2015.
Les élections régionales en Bretagne se déroulent les 6 et 13 décembre 2015.

## Mode d'élection
Le mode de scrutin est fixé par le code électoral. Il précise que les conseillers régionaux sont élus tous les six ans.
Les conseillers régionaux sont élus dans chaque région au scrutin de liste à deux tours sans adjonction ni suppression de noms et sans modification de l'ordre de présentation. Chaque liste est constituée d'autant de sections qu'il y a de départements dans la région.
Si une liste a recueilli la majorité absolue des suffrages exprimés au premier tour, le quart des sièges lui est attribué. Le reste est réparti à la proportionnelle suivant la règle de la plus forte moyenne. Une liste ayant obtenu moins de 5 % des suffrages exprimés ne peut se voir attribuer un siège.
Sinon on procède à un second tour où peuvent se présenter les listes ayant obtenu 10 % des suffrages exprimés. La composition de ces listes peut être modifiée pour comprendre les candidats ayant figuré au premier tour sur d’autres listes, sous réserve que celles-ci aient obtenu au premier tour au moins 5 % des suffrages exprimés et ne se présentent pas au second tour. À l’issue du second tour, les sièges sont répartis de la même façon.
Les sièges étant attribués à chaque liste, on effectue ensuite la répartition entre les sections départementales, au prorata des voix obtenues par la liste dans chaque département.

## Résultats de l'élection précédente
|                | Jean-Yves Le Drian sortant Parti socialiste (PCF - Bretagne Écologie)     | 408 551   | 37,19  | 600 256   | 50,27  | 52 | 62,65 |  |  |  |  |
|                | Bernadette Malgorn Majorité présidentielle (UMP - NC - MPF - CPNT)        | 260 731   | 23,73  | 386 394   | 32,36  | 20 | 24,10 |  |  |  |  |
|                | Guy Hascoët Europe Écologie (UDB)                                         | 134 161   | 12,21  | 207 435   | 17,37  | 11 | 13,25 |  |  |  |  |
|                | Jean-Paul Félix Front national                                            | 67 895    | 6,18   |           |        |    |       |  |  |  |  |
|                | Bruno Joncour Mouvement démocrate                                         | 58 847    | 5,36   |           |        |    |       |  |  |  |  |
|                | Christian Troadec Parti Breton (AÉI)                                      | 47 109    | 4,29   |           |        |    |       |  |  |  |  |
|                | Gérard Perron diss. Parti communiste français (PG - FASE - Divers gauche) | 38 556    | 3,51   |           |        |    |       |  |  |  |  |
|                | Charles Laot Divers                                                       | 29 021    | 2,64   |           |        |    |       |  |  |  |  |
|                | Laurence de Bouard Nouveau parti anticapitaliste (AdOC - MOC - MPG)       | 27 417    | 2,50   |           |        |    |       |  |  |  |  |
|                | Valérie Hamon Lutte ouvrière                                              | 16 080    | 1,46   |           |        |    |       |  |  |  |  |
|                | Alexandre Noury Divers (Solidarité et progrès)                            | 10 185    | 0,93   |           |        |    |       |  |  |  |  |
|                |                                                                           |           |        |           |        |    |       |  |  |  |  |
| Inscrits       | Inscrits                                                                  | 2 332 894 | 100,00 | 2 332 945 | 100,00 |    |       |  |  |  |  |
| Abstentions    | Abstentions                                                               | 1 193 846 | 51,17  | 1 089 958 | 46,72  |    |       |  |  |  |  |
| Votants        | Votants                                                                   | 1 139 048 | 48,83  | 1 242 987 | 53,28  |    |       |  |  |  |  |
| Blancs et nuls | Blancs et nuls                                                            | 40 495    | 3,56   | 48 902    | 3,93   |    |       |  |  |  |  |
| Exprimés       | Exprimés                                                                  | 1 098 553 | 96,44  | 1 194 085 | 96,07  |    |       |  |  |  |  |

## Listes et candidats

### Breizhistance
Gaël Roblin conduit une liste extrême-gauche autonomiste.
Les têtes de liste départementales sont :
- Côtes-d'Armor : Yohann Colas
- Finistère : Charlotte Bleunven
- Morbihan : Alan Le Cloarec

### Debout la France (DLF)
Jean-Jacques Foucher, chef d’entreprise et conseiller municipal de Brie, a été désigné tête de liste régionale pour Debout la France. Initialement, le candidat désigné était Jean-Yves Le Saux.
Les têtes de liste départementales sont :
- Finistère : Julien Châtel
- Ille-et-Vilaine : Jean-Jacques Foucher
- Morbihan : Yves Cau-Duparc

### Europe Écologie Les Verts (EELV)
René Louail est candidat à la présidence de la région Bretagne pour EELV[réf. nécessaire].
Les têtes de liste départementales seraient :
- Côtes-d'Armor : René Louail
- Finistère : Christophe Winckler
- Ille-et-Vilaine : Marie-Pascale Deleume
- Morbihan : Cécile Franchet

### Front de gauche (FdG)
Ensemble ! et le PG avaient pour projet de présenter une liste commune avec la section bretonne d'EÉLV. Trois fédérations du PCF en Bretagne les ont rejoints dans cet objectif.
Mais les adhérents EÉLV ont préféré se présenter avec Bretagne Écologie.
- Xavier Compain est candidat pour diriger la région et tête de liste dans les Côtes-d'Armor.
- Catherine Boudigou est tête de liste pour le Finistère.
- Sylvie Larue est tête de liste pour l'Ille-et-Vilaine.
- Philippe Jumeau est tête de liste pour le Morbihan.

### Front national (FN)
Gilles Pennelle, conseiller municipal de Fougères est la tête de liste régionale frontiste.
Il s'est présenté lors des élections départementales 2015 dans le canton de Fougères-2 en Ille-et-Vilaine où son binôme avait obtenu 2 570 voix (soit 22%).
Les têtes de liste départementales sont :
- Côtes-d'Armor : Gérard de Mellon [12]
- Finistère : Patrick Le Fur [13]
- Ille-et-Vilaine : Gilles Pennelle
- Morbihan : Bertrand Iragne [14]

### Les Républicains / Union des démocrates et indépendants (UDI)
Marc Le Fur, député, est tête de liste pour Les Républicains,.
Bernadette Malgorn, conseillère régionale et tête de liste UMP en 2010, s'était déclarée candidate, mais Marc Le Fur lui a été préféré.
Michel Canévet, sénateur du Finistère, maire de Plonéour-Lanvern, président de la Communauté de communes du Haut Pays Bigouden est le candidat UDI, avant qu'une alliance au niveau national intègre l'UDI à une liste d'union de la droite et du centre, menée par le candidat des Républicains.
Les têtes de liste départementales sont :
- Côtes-d'Armor : Marc Le Fur
- Finistère : Gaëlle Nicolas[19]
- Ille-et-Vilaine : Bernard Marboeuf
- Morbihan : David Robo

### Lutte ouvrière (LO)
Valérie Hamon a été choisie pour conduire une liste en Bretagne pour le parti d'extrême gauche Lutte ouvrière.
Les têtes de liste départementales sont :
- Côtes-d'Armor : Martial Collet
- Finistère : Patricia Blosse
- Ille-et-Vilaine : Valérie Hamon
- Morbihan : Mathieu Piro

### Notre Chance, l'Indépendance (NCLI) /Parti Breton(PB)
Bertrand Deléon va conduire une liste intitulée « Notre chance, l'indépendance » avec le soutien du Parti breton (PB).
Les têtes de liste départementales sont :
- Côtes-d'Armor : Yves Pelle
- Finistère : Romain Bily
- Ille-et-Vilaine : Olivier Berthelot
- Morbihan : Bertrand Deléon

### Oui la Bretagne
Christian Troadec, maire de Carhaix, conseiller départemental du Finistère et tête de liste NTFB en 2010, a indiqué que sa formation sera dans la course pour les élections régionales. Le 7 juillet 2015, Christian Troadec annonce qu'il sera à la tête de la plateforme citoyenne Oui la Bretagne dans le cadre des élections régionales . Le Mouvement Bretagne et progrès, l'Union démocratique bretonne (UDB) et quelques membres de la liste Le Drian de 2010 rejoignent cette plateforme.
Les têtes de liste départementales sont :
- Côtes-d'Armor : Andrée Kerleguer-Viougea
- Finistère : Christian Troadec[24]
- Ille-et-Vilaine : Daniel Cueff[25]
- Morbihan : Christian Derrien[26]

### Parti socialiste (PS)
La campagne se lance sans désigner de candidat, en attendant la décision de Jean-Yves Le Drian, ministre de la Défense et ancien président du conseil régional, entre son ministère et la région. 
Il confirme sa candidature le 16 octobre 2015, promettant de respecter la règle de non-cumul des mandats édictée par François Hollande en cas de victoire. En novembre 2015, il évoque un éventuel cumul de mandats en raison de la « situation exceptionnelle » à la suite des attentats du 13 novembre 2015 en France.
Les noms de Loïg Chesnais-Girard (vice-président de la région) ou de Pierrick Massiot[réf. nécessaire], président du conseil régional, ont également été évoqués avant cette annonce.
Les têtes de liste départementales sont :
- Côtes-d'Armor : Corinne Erhel[30]
- Finistère : Marc Coatanéa[31]
- Ille-et-Vilaine : Loïg Chesnais Girard[32]
- Morbihan : Jean-Yves Le Drian[33]

Le Parti radical de gauche participe à cette liste, ainsi que des conseillers communistes sortants (comme en 2010).

### Union populaire républicaine (UPR)
Jean François Gourvenec est tête de liste pour l'Union populaire républicaine.
Les têtes de liste départementales sont :
- Côtes-d'Armor : Nathan Malissen
- Finistère : Catherine Mercier
- Ille-et-Vilaine : Barbara Silard
- Morbihan : Jean-François Gourvenec

## Sondages
Avertissement : Les résultats des intentions de vote ne sont que la mesure actuelle des rapports de forces politiques. Ils ne sont en aucun cas prédictifs du résultat des prochaines élections.
La marge d'erreur de ces sondages est de 4,5 % pour 500 personnes interrogées, 3,2 % pour 1000, 2,2 % pour 2000 et 1,6 % pour 4000.

### Premier tour
Pour des raisons techniques, il est temporairement impossible d'afficher le graphique qui aurait dû être présenté ici.

| Sondeur | Date                   | Panel  | NPA    | LO    | PCF     | EÉLV   | PS-PRG   | MBP-UDB | NCLI-PB | LR-UDI-MoDem | DLF     | UPR       | FN       | Autres |
| Sondeur | Date                   | Panel  | Roblin | Hamon | Compain | Louail | Le Drian | Troadec | Deléon  | Le Fur       | Foucher | Gourvenec | Pennelle | Autres |
| ------- | ---------------------- | ------ | ------ | ----- | ------- | ------ | -------- | ------- | ------- | ------------ | ------- | --------- | -------- | ------ |
| Sondeur | Date                   | Panel  |        |       |         |        |          |         |         |              |         |           |          |        |
| BVA     | 6 au 15 octobre 2015   | 806    | 1 %    | 1 %   | 4 %     | 7 %    | 26 %     | 9 %     | 1 %     | 30 %         | 2,5 %   | 0,5 %     | 16 %     | 2 %    |
| Ifop    | 13 au 15 octobre 2015  | 1 108  | -      | 0,5 % | 6,5 %   | 7,5 %  | 32 %     | 8 %     | -       | 27 %         | 2 %     | 0,5 %     | 16 %     | -      |
| BVA     | 17 au 23 novembre 2015 | 838    | 1,5 %  | 1 %   | 4,5 %   | 6 %    | 29 %     | 6 %     | 1 %     | 29 %         | 1,5 %   | 0,5 %     | 20 %     | —      |
| Ipsos   | 20 au 29 novembre 2015 | 23 061 | 1,5 %  | 1,5 % | 6 %     | 5 %    | 29 %     | 7 %     | 1 %     | 24 %         | 2 %     | 1 %       | 22 %     | —      |

### Second tour
| Institut | Date                   | Échantillon | Jean-Yves Le Drian (PS - PRG - FG et EÉLV) | Marc Le Fur (LR, UDI et MoDem) | Gilles Pennelle (FN) |
| -------- | ---------------------- | ----------- | ------------------------------------------ | ------------------------------ | -------------------- |
| Institut | Date                   | Échantillon |                                            |                                |                      |
| Ifop     | 13 au 15 octobre 2015  | 1 108       | 46 %                                       | 36 %                           | 18 %                 |
| BVA      | 6 au 15 octobre 2015   | 806         | 46 %                                       | 36 %                           | 18 %                 |
| BVA      | 17 au 23 novembre 2015 | 838         | 42 %                                       | 35 %                           | 23 %                 |
| Ipsos    | 20 au 29 novembre 2015 | 23 061      | 45 %                                       | 33 %                           | 22 %                 |

## Résultats

### Global
|                          |                                  |                           |              |              |             |               |        |               |  |  |  |  |  |  |
| Tête de liste            | Tête de liste                    | Liste                     | Premier tour | Premier tour | Second tour | Second tour   | Sièges | +/-           |  |  |  |  |  |  |
| Tête de liste            | Tête de liste                    | Liste                     | Voix         | %            | Voix        | %             | Sièges | +/-           |  |  |  |  |  |  |
|                          | Jean-Yves Le Drian               | PS - PRG[réf. nécessaire] | 419 846      | 34,92        | 670 754     | 51,41         | 53     | 1             |  |  |  |  |  |  |
|                          | Marc Le Fur[réf. nécessaire]     | LR - MoDem - PCD          | 282 005      | 23,46        | 387 836     | 29,72         | 18     | 2             |  |  |  |  |  |  |
|                          | Gilles Pennelle[réf. nécessaire] | FN                        | 218 475      | 18,17        | 246 177     | 18,87         | 12     | 12            |  |  |  |  |  |  |
|                          | Christian Troadec                | MBP - UDB                 | 80 727       | 6,71         |             |               | 0      | en stagnation |  |  |  |  |  |  |
|                          | René Louail                      | EELV - BE                 | 80 516       | 6,70         | 0           | 11            |        |               |  |  |  |  |  |  |
|                          | Xavier Compain                   | FG                        | 44 938       | 3,74         | 0           | en stagnation |        |               |  |  |  |  |  |  |
|                          | Jean-Jacques Foucher             | DLF                       | 34 916       | 2,90         | 0           | en stagnation |        |               |  |  |  |  |  |  |
|                          | Valérie Hamon                    | LO                        | 16 445       | 1,37         | 0           | en stagnation |        |               |  |  |  |  |  |  |
|                          | Jean-François Gourvenec          | UPR                       | 10 412       | 0,87         | 0           | en stagnation |        |               |  |  |  |  |  |  |
|                          | Gael Roblin                      | Breizhistance             | 7 465        | 0,62         | 0           | en stagnation |        |               |  |  |  |  |  |  |
|                          | Bertrand Déléon                  | PB                        | 6 521        | 0,54         | 0           | en stagnation |        |               |  |  |  |  |  |  |
|                          |                                  |                           |              |              |             |               |        |               |  |  |  |  |  |  |
| Suffrages exprimés       | Suffrages exprimés               | Suffrages exprimés        | 1 202 266    | 96,24        | 1 304 767   | 94,73         |        |               |  |  |  |  |  |  |
| Votes blancs             | Votes blancs                     | Votes blancs              | 27 820       | 2,23         | 43 227      | 3,15          |        |               |  |  |  |  |  |  |
| Votes nuls               | Votes nuls                       | Votes nuls                | 19 155       | 1,53         | 29 452      | 2,12          |        |               |  |  |  |  |  |  |
| Total                    | Total                            | Total                     | 1 249 241    | 100          | 1 377 446   | 100           | 83     | en stagnation |  |  |  |  |  |  |
| Abstentions              | Abstentions                      | Abstentions               | 1 172 622    | 48,42        | 1 044 240   | 43,12         |        |               |  |  |  |  |  |  |
| Inscrits / Participation | Inscrits / Participation         | Inscrits / Participation  | 2 421 863    | 51,58        | 2 421 686   | 56,88         |        |               |  |  |  |  |  |  |

### Par département

#### Premier tour
| Tête de liste | Tête de liste           | Liste         | Côtes-d'Armor | Côtes-d'Armor | Finistère | Finistère | Ille-et-Vilaine | Ille-et-Vilaine | Morbihan | Morbihan |
| Tête de liste | Tête de liste           | Liste         | #             | %             | #         | %         | #               | %               | #        | %        |
| ------------- | ----------------------- | ------------- | ------------- | ------------- | --------- | --------- | --------------- | --------------- | -------- | -------- |
|               | Jean-Yves Le Drian      | PS - PRG      | 80 061        | 33,42         | 117 841   | 34,65     | 121 464         | 35,91           | 100 480  | 35,33    |
|               | Marc Le Fur             | LR            | 63 554        | 26,53         | 76 346    | 22,45     | 76 674          | 22,67           | 65 431   | 23,01    |
|               | Gilles Pennelle         | FN            | 41 950        | 17,51         | 56 185    | 16,52     | 61 444          | 18,17           | 58 896   | 20,71    |
|               | Christian Troadec       | MBP - UDB     | 15 911        | 6,64          | 36 159    | 10,63     | 12 431          | 3,68            | 16 226   | 5,71     |
|               | René Louail             | EÉLV - BÉ     | 15 215        | 6,35          | 20 257    | 5,96      | 28 556          | 8,44            | 16 488   | 5,80     |
|               | Xavier Compain          | FG            | 9 728         | 4,06          | 13 277    | 3,90      | 13 042          | 3,86            | 8 891    | 3,13     |
|               | Jean-Jacques Foucher    | DLF           | 5 374         | 2,24          | 8 621     | 2,53      | 12 137          | 3,59            | 8 784    | 3,09     |
|               | Valérie Hamon           | LO            | 3 516         | 1,47          | 4 435     | 1,30      | 5 226           | 1,55            | 3 268    | 1,15     |
|               | Jean-François Gourvenec | UPR           | 1 443         | 0,60          | 2 747     | 0,81      | 3 540           | 1,05            | 2 682    | 0,94     |
|               | Gael Roblin             | Breizhistance | 1 662         | 0,69          | 2 305     | 0,68      | 1 924           | 0,57            | 1 574    | 0,55     |
|               | Bertrand Déléon         | PB - Indép.   | 1 161         | 0,48          | 1 911     | 0,56      | 1 790           | 0,53            | 1 659    | 0,58     |
|               |                         |               |               |               |           |           |                 |                 |          |          |
| Inscrits      | Inscrits                | Inscrits      | 453 980       | 100,00        | 685 586   | 100,00    | 713 690         | 100,00          | 568 620  | 100,00   |
| Abstentions   | Abstentions             | Abstentions   | 204 452       | 45,04         | 333 982   | 48,71     | 360 652         | 50,53           | 273 549  | 48,11    |
| Votants       | Votants                 | Votants       | 249 528       | 54,96         | 351 604   | 51,29     | 353 038         | 49,47           | 295 071  | 51,89    |
| Blancs        | Blancs                  | Blancs        | 5 088         | 2,04          | 7 458     | 2,12      | 8 655           | 2,45            | 6 578    | 2,23     |
| Nuls          | Nuls                    | Nuls          | 4 865         | 1,95          | 4 062     | 1,16      | 6 155           | 1,74            | 4 114    | 1,39     |
| Exprimés      | Exprimés                | Exprimés      | 239 575       | 96,01         | 340 084   | 96,72     | 338 228         | 95,80           | 284 379  | 96,38    |

#### Deuxième tour
| Tête de liste | Tête de liste      | Liste       | Côtes-d'Armor | Côtes-d'Armor | Finistère | Finistère | Ille-et-Vilaine | Ille-et-Vilaine | Morbihan | Morbihan |
| Tête de liste | Tête de liste      | Liste       | #             | %             | #         | %         | #               | %               | #        | %        |
| ------------- | ------------------ | ----------- | ------------- | ------------- | --------- | --------- | --------------- | --------------- | -------- | -------- |
|               | Jean-Yves Le Drian | PS - PRG    | 129 098       | 49,86         | 193 978   | 53,34     | 195 069         | 52,20           | 152 609  | 49,48    |
|               | Marc Le Fur        | LR          | 83 136        | 32,11         | 106 057   | 29,16     | 108 853         | 29,13           | 89 790   | 29,11    |
|               | Gilles Pennelle    | FN          | 46 678        | 18,03         | 63 657    | 17,50     | 69 788          | 18,67           | 66 054   | 21,41    |
|               |                    |             |               |               |           |           |                 |                 |          |          |
| Inscrits      | Inscrits           | Inscrits    | 453 991       | 100,00        | 685 526   | 100,00    | 713 591         | 100,00          | 568 578  | 100,00   |
| Abstentions   | Abstentions        | Abstentions | 179 820       | 39,61         | 300 937   | 43,90     | 319 054         | 44,71           | 244 429  | 42,99    |
| Votants       | Votants            | Votants     | 274 171       | 60,39         | 384 589   | 56,10     | 394 537         | 55,29           | 324 149  | 57,01    |
| Blancs        | Blancs             | Blancs      | 8 020         | 2,93          | 13 749    | 3,57      | 12 095          | 3,07            | 9 363    | 2,89     |
| Nuls          | Nuls               | Nuls        | 7 239         | 2,64          | 7 148     | 1,86      | 8 732           | 2,21            | 6 333    | 1,95     |
| Exprimés      | Exprimés           | Exprimés    | 258 912       | 94,43         | 363 692   | 94,57     | 373 710         | 94,72           | 308 453  | 95,16    |

### Répartition des sièges
| Tête de liste      | Tête de liste | Parti         | Côtes-d'Armor | Finistère | Ille-et-Vilaine | Morbihan | Total |
| ------------------ | ------------- | ------------- | ------------- | --------- | --------------- | -------- | ----- |
| Jean-Yves Le Drian |               | PS            | 8             | 12        | 13              | 11       | 46    |
| Jean-Yves Le Drian |               | PRG           | 1             | 1         | 1               | -        | 3     |
| Jean-Yves Le Drian |               | PCF           | 1             | 1         | 1               | -        | 3     |
| Jean-Yves Le Drian |               | Régionalistes | -             | 1         | 1               | 1        | 3     |
| Marc Le Fur        |               | LR            | 3             | 4         | 3               | 3        | 13    |
| Marc Le Fur        |               | UDI           | 1             | -         | 2               | -        | 3     |
| Marc Le Fur        |               | Modem         | -             | 1         | -               | 1        | 2     |
| Gilles Pennelle    |               | FN            | 2             | 3         | 4               | 3        | 12    |